# Enrique III de Bar
Enrique III de Bar (en francés: Henri III de Bar; 1259-Nápoles, septiembre de 1302) fue conde de Bar desde 1291 hasta 1302.

## Biografía
Era hijo del conde Teobaldo II de Bar y de su segunda esposa, Juana de Toucy. 
Su introducción a la vida militar vino cuando fue nombrado caballero en un conflicto entre su padre y el obispo de Metz. Luego estuvo al servicio del duque Federico III de Lorena. Se estaba preparando para ir a las cruzadas, cuando su padre murió. 
En 1284, Juana I de Navarra, condesa de Champaña, se había casado con el futuro rey Felipe IV de Francia, haciendo el condado de Bar adyacente al dominio real francés. La reacción de Enrique fue un matrimonio con Leonor, hija del rey Eduardo I de Inglaterra.
La guerra pronto estalló entre Francia e Inglaterra y Enrique se involucró en el conflicto, que terminó el 4 de junio de 1301 por el Tratado de Brujas. Enrique tuvo que dar algunas fortalezas su poderoso vecino, pero sobre todo rendir homenaje a Felipe el Hermoso por parte de su condado a ser llamado Barrois mouvant. También se comprometió a luchar en Chipre contra las fuerzas musulmanas. 
Por lo tanto, Enrique hizo su camino hacia el Reino de Nápoles. Al ayudar al rey Carlos II de Nápoles contra las fuerzas invasoras del rey Federico II de Sicilia, fue herido en el combate, y murió poco después.

## Matrimonio y descendencia
Se casó en Bristol el 20 de septiembre de 1293 con Leonor de Inglaterra (1269-1297), hija del rey Eduardo I de Inglaterra y de su primera esposa, Leonor de Castilla. Tuvieron los siguientes hijos:
- Eduardo I (1295-1336), conde de Bar.
- Juana (1295-1361), casada con John de Warenne, VIII conde de Surrey. El matrimonio se separó en 1315, y Juana sería regente del ducado de Bar desde 1354.